# Transports Elèctrics Interurbans
Transports Elèctrics Interurbans, S. A. (T.E.I.S.A.) és una empresa fundada el 13 de març de l'any 1920 per cinc banyolins emprenedors (Joaquím Coromina i Gispert-Saüch, propietari, el seu germà Lluís, industrial, Martirià Butinyà i Oller, comerciant, Jaume Juandó i Parera, comerciant, i Esteve Costa i Masjoan, ramader) que es proposaren fundar una companyia dedicada al servei de transport en general i especialment a la conducció de passatgers. El nom de l'empresa prové de l'origen de la força motriu dels primers vehicles propietat de T.E.I.S.A., que aprofitaven l'energia elèctrica per moure la seva flota d'òmnibus. Durant la seva història ha anat adquirint diferents companyies, com ara:
- 1963 L'Empresa de Transports Berga SL, concessionària del servei públic de transport de viatgers entre Salt i Girona.
- 1977 L'Empresa Guerrero SA, concessionària del servei públic de viatgers de Besalú a Barcelona.
- 1982 la Companyia del Ferrocarril de Sant Feliu de Guíxols a Girona, concessionària del servei públic regular de transport de viatgers per carretera de Girona a Sant Feliu de Guíxols i s'Agaró.

Les seves activitats actuals són molt diverses: des de serveis discrecionals tipus xàrter o serveis de transport escolar fins a serveis de bus urbà a Salt, Girona, Sarrià de Ter i Olot i bus interurbà a Sant Feliu de Guíxols, Olot (per Besalú o per Amer), Riudellots de la Selva, Ripoll, Puigcerdà, Figueres, etc.
A finals de 2014 tenia gairebé 190 treballadors directes, més una cinquantena d'acompanyants de transport escolar, i 147 vehicles urbans, interurbans de rodalia i de mitjana i llarga distància. T.E.I.S.A. opera 45 línies de transport regular i unes 80 rutes escolars i de transport adaptat, a més d'oferir serveis d'excursions d'àmbit nacional i circuits internacionals en autocar.
L'any 2015 va annexionar-se l'empresa Hispano Hilarienca, la qual seguirà mantenint la seva identitat com a marca. Aquesta adquisició permet a T.E.I.S.A. intervenir en la gestió administrativa i logística del transport urbà de Girona, ja que la Hispano formava part de la Societat Anònima Transports Municipals del Gironès des de l'any 1989.

## Recorreguts urbans
T.E.I.S.A. Dona servei a 5 recorreguts urbans a Girona i les seves rodalies (L3, L4, L6, L9 i L16) i a 4 recorreguts urbans a Olot (LA, LB, LC i LC) anomenat com a TPO. Tots els serveis urbans de T.E.I.S.A. estan completament adaptats.
|     | Recorregut                                                    | Freqüència (Dl-Dv) (min) | Freqüència (Ds) (min) | Freqüència (Dg) (min) |
| --- | ------------------------------------------------------------- | ------------------------ | --------------------- | --------------------- |
| L3  | Girona-Salt (Espai Gironès només caps de setmana)             | 10                       | 20                    | 30-45                 |
| L4  | Girona-Salt (Espai Gironès)                                   | 12                       | 40                    | -                     |
| L6  | Vila-roja-Girona-Pont Major-Sarrià de Ter-Sant Julià de Ramis | 15                       | 30                    | 60                    |
| L9  | UdG Montilivi-Girona-Salt (Espai gironès)                     | 30                       | 60                    | -                     |
| L16 | Girona-Sarrià de Ter (Sarrià de Dalt)-Sant Julià de Ramis     | 15                       | 30                    | -                     |

| TPO | Recorregut                           | Freqüència (Dl-Dv) (min) | Freqüència (Ds) (min) (Línia única) |
| --- | ------------------------------------ | ------------------------ | ----------------------------------- |
| LA  | Lestries-Estació d'autobús-Bonavista | 60-90                    | 50~180                              |
| LB  | Sant Miquel-Hospital-Pla de Dalt     | 45-75                    | 50~180                              |
| LC  | Lestries-Hospital-Hostal del Sol     | 56-290                   | 50~180                              |
| LD  | Sant Pere Màrtir-Estació-Hospital    | 60-225                   | -                                   |